# Rolf Lederbogen
 (août 2025).
Rolf Lederbogen, né le 17 mars 1928 à Hann. Münden et mort le 4 juin 2012 à Heidelberg, est un artiste allemand et professeur honoraire à l'université de Karlsruhe, dont il a aussi dessiné le logo.
Rolf Lederbogen a dessiné la face nationale des pièces de 1, 2 et 5 centimes allemandes en euro et plusieurs timbres-poste allemands.